# Dorfkirche Kemlitz (Dahme/Mark)

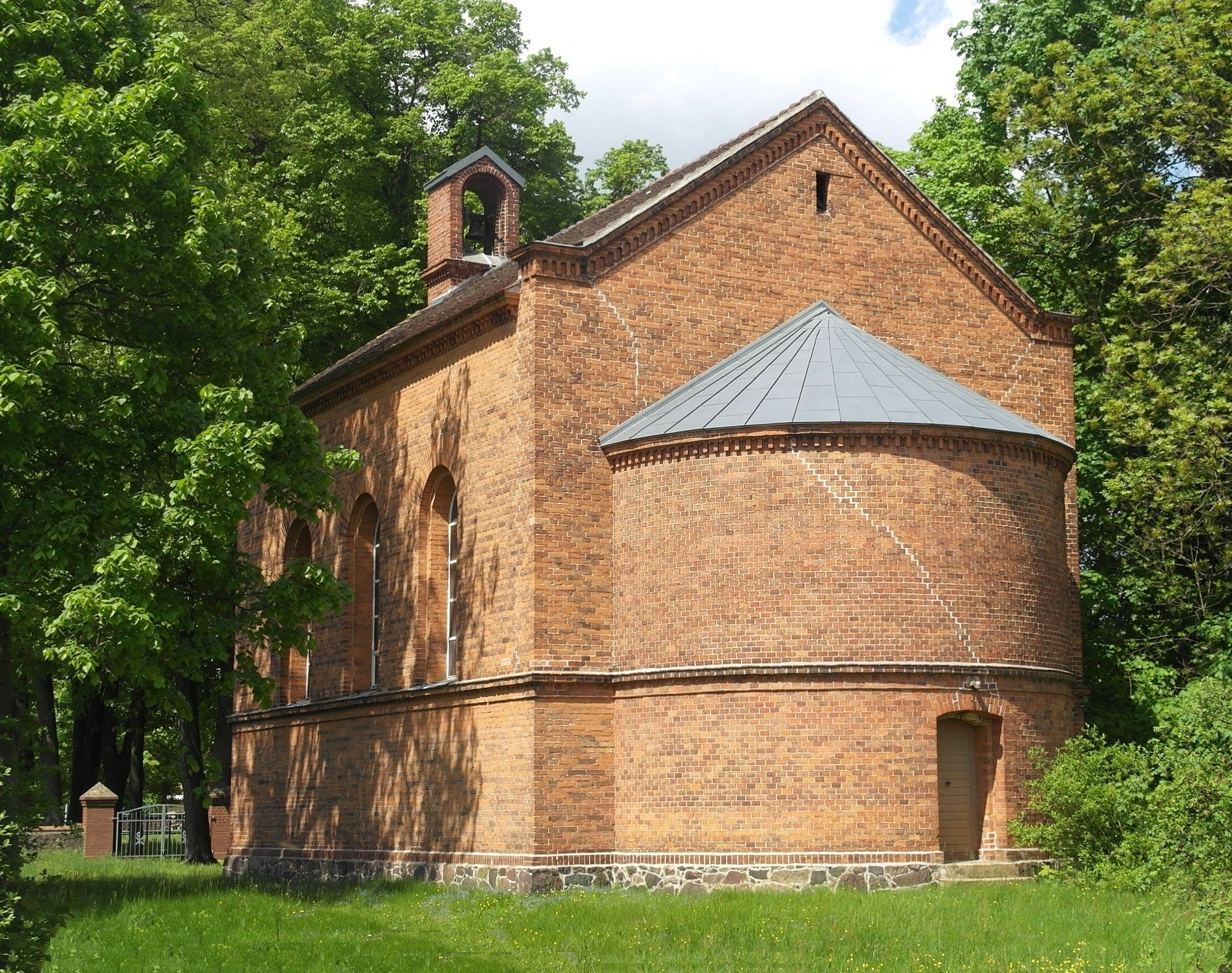
Dorfkirche Kemlitz

Die evangelische Dorfkirche Kemlitz ist eine Saalkirche im Rundbogenstil in Kemlitz, einem Ortsteil der Stadt Dahme/Mark im Landkreis Teltow-Fläming im Land Brandenburg. Die Kirchengemeinde gehört zum Kirchenkreis Zossen-Fläming der Evangelischen Kirche Berlin-Brandenburg-schlesische Oberlausitz.

## Lage
Die Bundesstraße 102 führt in Nord-Süd-Richtung durch den Ort. Südlich zu ihr verläuft die Dorfstraße und führt in den historischen Ortskern. Die Kirche steht nördlich dieser Verbindung.

## Geschichte
Kemlitz wurde 1217, eine Kirche bereits 1253 erstmals urkundlich erwähnt. Im Dreißigjährigen Krieg wurde der vorhandene Sakralbau schwer beschädigt und erst 1715 durch einen hölzernen Neubau ersetzt. 1842 kam der Ort und damit auch das Kirchenpatronat in den Besitz des Gutsherren Carl August von Engelbrecht. Nur ein Jahr später brannte es im Ort und die hölzerne Kirche wurde zerstört. Bereits 1847 verkaufte Engelbrecht das Gut an die Erben des Amtsrates Friedrich Ernst sowie den Kammerrat Friedrich Wilhelm von Unger, die es fortan gemeinsam bewirtschafteten. Das 1856 unter ihrem Einfluss nach einem Entwurf des Bauinspektors Rupprecht errichtete Kirchengebäude wurde zum Anfang der 2000er Jahre saniert. Die Kirche wird im 21. Jahrhundert für kulturelle Veranstaltungen wie Foto- oder Kunstausstellungen genutzt.

## Baubeschreibung
Die Kirche entstand im Wesentlichen aus gelblichem Mauerstein und wurde auf einem schmalen Fundament aus unbehauenen und nicht lagig geschichteten Feldsteinen errichtet. Die halbrunde Apsis ist stark eingezogen und besitzt an ihrer Ostseite eine gedrückt-segmentbogenförmige Pforte. Darüber ist ein umlaufendes Gesims, das sich am Kirchenschiff fortsetzt.
Dessen Ostwand ist fensterlos. Mittig im Giebel ist eine kleine, hochrechteckige Öffnung. Der Giebel besitzt am Übergang zum Dach einen Fries. Das Schiff hat einen rechteckigen Grundriss. An der Nord- und Südseite sind je drei große Rundbogenfenster.
Der Zugang zum Bauwerk erfolgt durch ein großes Portal von der Westseite. Es wird von zwei gekuppelten, seitlich angeordneten Rundbogen begleitet. Darüber ist ein großes Ochsenauge, das von zwei seitlich angeordneten, hochrechteckigen Öffnungen begleitet wird. Oberhalb des schlichten Satteldaches erhebt sich ein kleiner Dachreiter mit einer Glocke.

## Ausstattung
Die einfache, hölzerne Kirchenausstattung stammt aus der Bauzeit. Der Altar mit Paramenten von Magdalena Heinrich wird dabei von einer halbkreisförmig angeordneten Sakristei umrahmt. Darüber wurde die Kanzel platziert. Zur weiteren Kirchenausstattung gehört ein Kronleuchter, der 2016 restauriert wurde. Die Orgel von 1865 war im Jahr 2019 nicht spielbar.